# Journal of Machine Learning Research
Journal of Machine Learning Research (geralmente abreviada como JMLR) é uma revista científica com foco na aprendizagem automática, um subcampo da inteligência artificial.
Foi fundada em 2000 como um acesso aberto alternativo à revista científica Machine Learning. Em 2001, quarenta editores da Machine Learning pediram demissão, a fim de apoiar a JMLR, dizendo que na era da internet, era prejudicial para os pesquisadores continuar a publicar seus artigos em revistas caras com arquivos de acesso pago. Em vez disso, eles escreveram e apoiaram o modelo da JMLR, nos quais os autores retêm os direitos sobre seus artigos e arquivos, para ficarem disponíveis livremente na internet.
As edições impressas da JMLR foram publicadas pela MIT Press até 2004, e atualmente são publicadas pela Microtome Publishing.
Desde o verão de 2007, a JMLR publica também a Machine Learning Open Source Software.